# PTPN14
PTPN14 (англ. Protein tyrosine phosphatase, non-receptor type 14) – білок, який кодується однойменним геном, розташованим у людей на короткому плечі 1-ї хромосоми.  Довжина поліпептидного ланцюга білка становить 1 187 амінокислот, а молекулярна маса — 135 261.
| 10         |  | 20         |  | 30         |  | 40         |  | 50         |
| ---------- |  | ---------- |  | ---------- |  | ---------- |  | ---------- |
| MPFGLKLRRT |  | RRYNVLSKNC |  | FVTRIRLLDS |  | NVIECTLSVE |  | STGQECLEAV |
| AQRLELRETH |  | YFGLWFLSKS |  | QQARWVELEK |  | PLKKHLDKFA |  | NEPLLFFGVM |
| FYVPNVSWLQ |  | QEATRYQYYL |  | QVKKDVLEGR |  | LRCTLDQVIR |  | LAGLAVQADF |
| GDYNQFDSQD |  | FLREYVLFPM |  | DLALEEAVLE |  | ELTQKVAQEH |  | KAHSGILPAE |
| AELMYINEVE |  | RLDGFGQEIF |  | PVKDNHGNCV |  | HLGIFFMGIF |  | VRNRIGRQAV |
| IYRWNDMGNI |  | THNKSTILVE |  | LINKEETALF |  | HTDDIENAKY |  | ISRLFATRHK |
| FYKQNKICTE |  | QSNSPPPIRR |  | QPTWSRSSLP |  | RQQPYILPPV |  | HVQCGEHYSE |
| THTSQDSIFH |  | GNEEALYCNS |  | HNSLDLNYLN |  | GTVTNGSVCS |  | VHSVNSLNCS |
| QSFIQASPVS |  | SNLSIPGSDI |  | MRADYIPSHR |  | HSAIIVPSYR |  | PTPDYETVMR |
| QMKRGILHTD |  | SQSQSLRNLN |  | IINTHAYNQP |  | EDLVYSQPEM |  | RERHPYTVPY |
| GPQGVYSNKL |  | VSPSDQRNPK |  | NNVVPSKPGA |  | SAISHTVSTP |  | ELANMQLQGS |
| HNYSTAHMLK |  | NYLFRPPPPY |  | PRPRPATSTP |  | DLASHRHKYV |  | SGSSPDLVTR |
| KVQLSVKTFQ |  | EDSSPVVHQS |  | LQEVSEPLTA |  | TKHHGTVNKR |  | HSLEVMNSMV |
| RGMEAMTLKS |  | LHLPMARRNT |  | LREQGPPEEG |  | SGSHEVPQLP |  | QYHHKKTFSD |
| ATMLIHSSES |  | EEEEEEAPES |  | VPQIPMLREK |  | MEYSAQLQAA |  | LARIPNKPPP |
| EYPGPRKSVS |  | NGALRQDQAS |  | LPPAMARARV |  | LRHGPAKAIS |  | MSRTDPPAVN |
| GASLGPSISE |  | PDLTSVKERV |  | KKEPVKERPV |  | SEMFSLEDSI |  | IEREMMIRNL |
| EKQKMAGLEA |  | QKRPLMLAAL |  | NGLSVARVSG |  | REENRVDATR |  | VPMDERFRTL |
| KKKLEEGMVF |  | TEYEQIPKKK |  | ANGIFSTAAL |  | PENAERSRIR |  | EVVPYEENRV |
| ELIPTKENNT |  | GYINASHIKV |  | VVGGAEWHYI |  | ATQGPLPHTC |  | HDFWQMVWEQ |
| GVNVIAMVTA |  | EEEGGRTKSH |  | RYWPKLGSKH |  | SSATYGKFKV |  | TTKFRTDSVC |
| YATTGLKVKH |  | LLSGQERTVW |  | HLQYTDWPDH |  | GCPEDVQGFL |  | SYLEEIQSVR |
| RHTNSMLEGT |  | KNRHPPIVVH |  | CSAGVGRTGV |  | LILSELMIYC |  | LEHNEKVEVP |
| MMLRLLREQR |  | MFMIQTIAQY |  | KFVYQVLIQF |  | LQNSRLI    |  |            |

A: Аланін

C: Цистеїн

D: Аспарагінова кислота

E: Глутамінова кислота

F: Фенілаланін

G: Гліцин

H: Гістидин

I: Ізолейцин

K: Лізин

L: Лейцин

M: Метіонін

N: Аспарагін

P: Пролін

Q: Глутамін

R: Аргінін

S: Серин

T: Треонін

V: Валін

W: Триптофан

Кодований геном білок за функціями належить до гідролаз, протеїн-фосфатаз, фосфопротеїнів. 
Задіяний у таких біологічних процесах як транскрипція, регуляція транскрипції. 
Локалізований у цитоплазмі, цитоскелеті, ядрі.

### Історія відкриття
1. Відкриття родини білкових тирозинфосфатаз: Родина білкових тирозинфосфатаз була відкрита в кінці 1980-х — початку 1990-х років, коли вчені почали досліджувати сигнальні шляхи, які регулюються фосфорилюванням тирозинових залишків у білках. Було виявлено, що ці ферменти мають важливе значення для контролю активності багатьох клітинних процесів.
2. Ідентифікація гена PTPN14: Ген PTPN14 був ідентифікований у середині 1990-х років як новий член родини білкових тирозинфосфатаз. Його відкриття стало результатом секвенування та аналізу геному людини. Виявилося, що PTPN14 має високу гомологію з іншими членами цієї родини, але також містить унікальні послідовності, що свідчить про його специфічні функції.
3. Дослідження функцій білка PTPN14: Після ідентифікації гена PTPN14 розпочалися експериментальні дослідження для з'ясування його функцій у клітинах. Було виявлено, що PTPN14 взаємодіє з кількома важливими сигнальними шляхами, зокрема тими, що регулюють клітинну адгезію та цитоскелетні зміни. Цей білок також був пов'язаний з процесами ангіогенезу (утворення нових кровоносних судин) та розвитку лімфатичної системи.
4. Патологічні аспекти: Дослідження показали, що мутації в гені PTPN14 можуть бути пов'язані з різними захворюваннями, зокрема з певними типами раку та спадковими синдромами. Особливу увагу привернули дослідження зв'язку між PTPN14 і карциномою печінки, а також іншими злоякісними новоутвореннями.
5. Сучасні дослідження: На сьогоднішній день PTPN14 залишається об'єктом інтенсивного дослідження в контексті його ролі у клітинній біології та потенційному використанні як терапевтичної мішені. Нові дані вказують на те, що цей білок може бути важливим у контексті регулювання сигнальних шляхів, пов'язаних із ростом і виживанням клітин, що відкриває можливості для розробки нових підходів до лікування ракових захворювань.

PTPN14 є важливим компонентом клітинної сигналізації, і його вивчення допомагає глибше зрозуміти механізми регуляції клітинної активності та їх вплив на розвиток захворювань.